# Sinéad O'Connor
Shuhada' Sadaqat , conhecida como Sinéad O'Connor (Dublin, 8 de dezembro de 1966 – Londres, 26 de julho de 2023), foi uma cantora, compositora e ativista política irlandesa.
Seu primeiro álbum de estúdio, The Lion and the Cobra, foi lançado em 1987 e foi um sucesso em nível internacional. O seu segundo álbum de estúdio, I Do Not Want What I Haven't Got (1990), foi o seu maior sucesso, vendendo mais de sete milhões de cópias em todo o mundo. O principal single, "Nothing Compares 2 U", foi nomeado o single número um do mundo em 1990 pelo Billboard Music Awards.
O'Connor lançou dez álbuns de estúdio. Am I Not Your Girl? (1992) and Universal Mother (1994) foram certificados de ouro no Reino Unido. Faith and Courage (2000) foi certificado de ouro na Austrália, e Throw Down Your Arms (2005) foram ouro na Irlanda. O seu trabalho incluiu canções para filmes, colaborações com muitos outros artistas e aparições em concertos beneficentes para arrecadação de fundos. O seu livro de memórias de 2021,  Rememberings, foi um bestseller.
Em 1999, O'Connor foi ordenada sacerdote pela Igreja Católica Ortodoxa Irlandesa e Apostólica, uma seita católica independente que não é reconhecida pela Igreja Católica Romana. Sempre falou sobre questões relacionadas ao abuso infantil (inclusive durante uma apresentação do Saturday Night Live em 1992), direitos humanos, racismo, religião organizada e direitos das mulheres. Ao longo da sua carreira musical, falou sobre a sua jornada espiritual, ativismo, visões sócio-políticas, bem como seus traumas e problemas de saúde mental. Em 2017, O'Connor mudou o seu nome para Magda Davitt. Depois de se converter ao islamismo em 2018, mudou o nome para Shuhada' Sadaqat, mas continuou a gravar e apresentar-se com o nome de nascimento.

## Trajetória

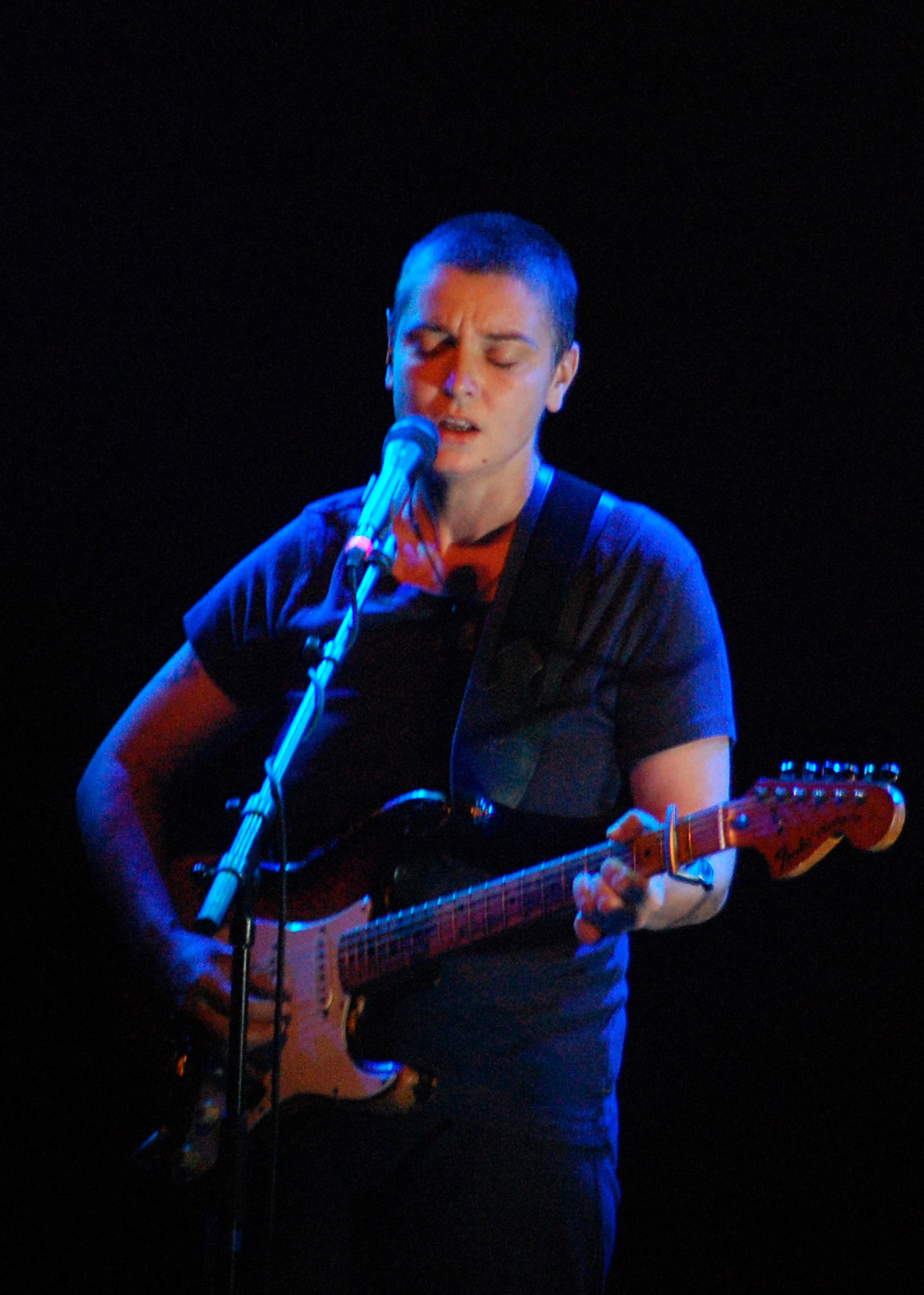
O’Connor em 2008.

Filha de um engenheiro, e mais tarde advogado, Sean O'Connor e de Marie O'Connor. É a terceira filha, de entre cinco irmãos: Joseph O'Connor (que é escritor), Eimear, John, e Eoin.
Teve a vida marcada por reveses que moldaram a sua personalidade e marcaram-na para sempre. Tendo sofrido abusos na infância, tentou o suicídio e afirmou ser homossexual no meio da conturbada carreira.
No final dos anos 1990, o bispo Michael Cox da Igreja Católica Ortodoxa Irlandesa e Apostólica (um grupo católico independente que não está em comunhão com a Igreja Católica Romana) ordenou O'Connor como sacerdote. A Igreja Católica considera a ordenação de mulheres inválida e afirma que uma pessoa que tenta o sacramento da ordenação de uma mulher incorre em excomunhão. O bispo a contatou para oferecer a ordenação após sua aparição no Late Show da RTÉ, durante o qual ela disse ao apresentador, Gay Byrne, que se ela não fosse cantora, gostaria de ter sido um padre católico. Depois de sua ordenação, ela indicou que desejava ser chamada de Madre Bernadete Maria.
Destacou-se pela voz doce, e ao mesmo tempo rebelde, e cabeça raspada, a sua marca registada por muitos anos. Estreou-se na música em 1987, com o álbum The Lion and the Cobra, dedicado à mãe que falecera havia pouco tempo. Conseguiu apresentar-se em diversos países da Europa e nos Estados Unidos, ganhando grande visibilidade. O'Connor citou Bob Dylan, David Bowie, Bob Marley, Siouxsie and the Banshees, e The Pretenders  como influência.
Foi apenas com o segundo trabalho, I Do Not Want What I Haven't Got de 1990, que Sinéad ficou internacionalmente famosa. A canção "Nothing Compares 2 U", composta originalmente por Prince, levou o álbum à primeira posição dos mais vendidos em vários países e rendeu-lhe diversos prémios.
Também em 1990, participou do show que deu origem ao DVD Roger Waters The Wall Live in Berlin, cantando Mother.
Dois anos depois chegou Am I Not Your Girl? onde a cantora interpretou algumas músicas de sucesso como "Don't Cry For Me, Argentina" e "Gloomy Sunday". Nessa altura, foi novamente notícia internacional, mas desta vez, por rasgar uma fotografia do Papa João Paulo II em protesto aos abusos sexuais cometidos por clérigos e membros da Igreja Católica, num dos programas com mais audiência dos EUA, o Saturday Night Live. Numa das muitas entrevistas sobre essa acção, Sinead conta:
| “ | Muitas pessoas não entenderam o protesto. Eu sabia que a minha ação poderia causar problemas, mas queria forçar uma conversa onde houve a necessidade de uma [...] Tudo o que eu lamentava era que as pessoas pensassem que eu não acreditava em Deus. Isso não é verdade. Sou católica de nascimento e seria a primeira à porta da igreja se o Vaticano oferecesse reconciliação sincera. | ” |

A atitude foi reprovada por diversas autoridades e Sinéad ficou com uma imagem negativa em muitas cidades, chegando até a ser vaiada num show em tributo a Bob Dylan. Sinead ficou com medo da atitude das pessoas e chegou até a doar a sua casa de 800 mil dólares para a Cruz Vermelha.
Em 1994 ela lançou o álbum Universal Mother que incluía a faixa "Fire On Babylon" que acaba por ser o grande destaque uma vez que fala de abuso sexual infantil.
Engajada politicamente, grava Gospel Oak contendo seis músicas dedicadas ao povo do Ruanda, de Israel e aos próprios irlandeses.
Após alguns anos de silêncio, lançou Faith and Courage, no ano de 2000, que foi produzido pelo ex-Eurythmics Dave Stewart. A cantora anunciou que se converteu a Igreja Tridente Latino, da Irlanda, e passa a dedicar grande parte de sua vida à religião.
Sean-Nós Nua trouxe um repertório composto de canções folclóricas irlandesas e o duplo She Who Dwells in the Secret Place of the Most High Shall Abide Under the Shadow of the Almighty é dividido entre um disco ao vivo e outro com faixas raras e algumas covers.

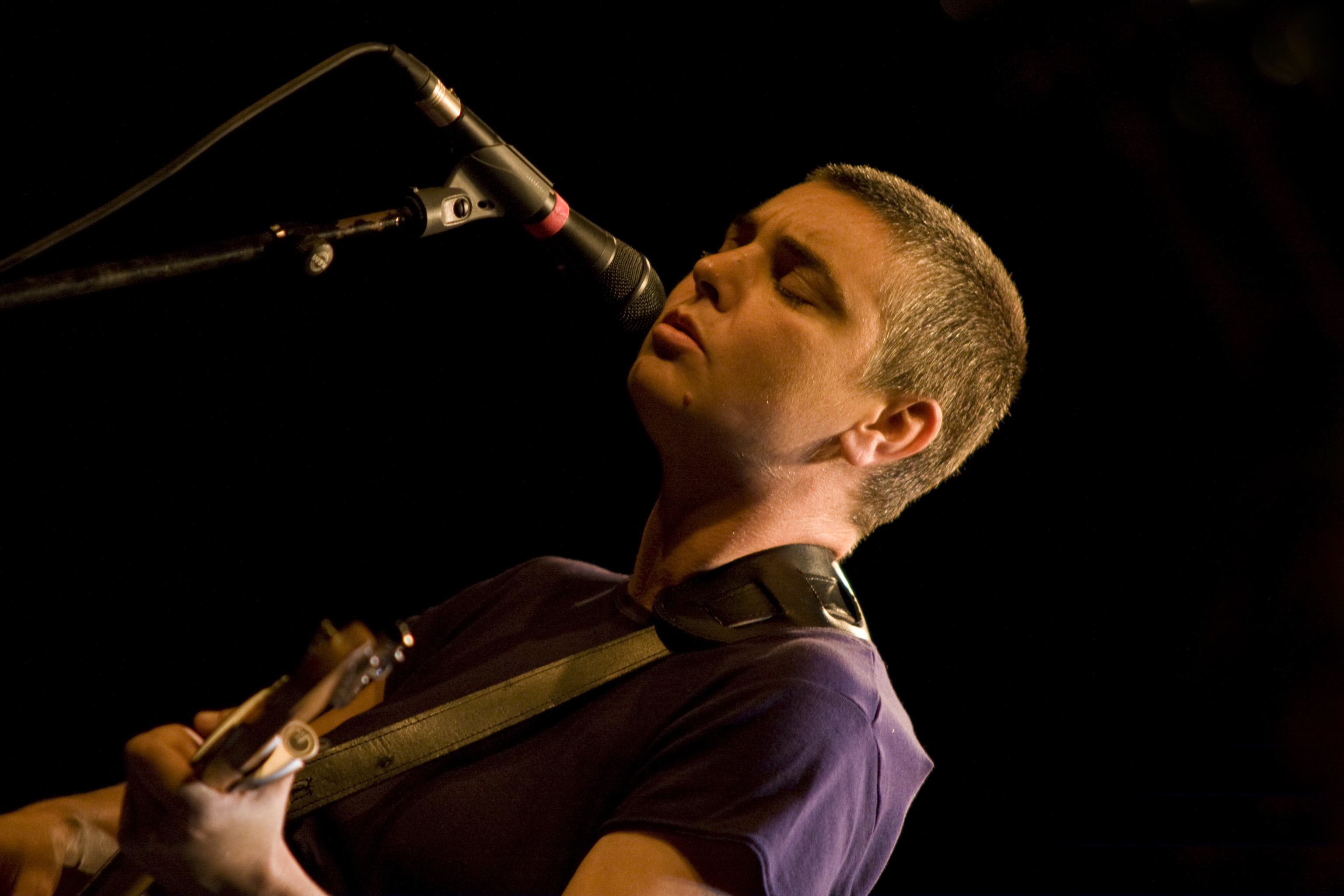
Sinead O'Connor em 2009

Sinéad O’Connor anunciou que iria deixar os palcos e o show business para cuidar mais do seu espírito e da sua família. Já tinha anunciado o seu afastamento outras vezes mas não cumpriu a promessa.
No final de 2011 lança o álbum intitulado "Home".
Em outubro de 2018 anunciou que se converteu ao islamismo, e também mudou de nome. A partir de então, passou a chamar-se Shuhada' Davitt.
Em novembro de 2018 afirmou: "O que estou prestes a dizer é algo tão racista que nunca pensei que a minha alma pudesse senti-lo. Mas, sinceramente, nunca mais quero estar perto de pessoas brancas (se é assim que os não muçulmanos são chamados). Em momento nenhum, por razão nenhuma. São nojentas".
Em setembro de 2019, acusou Prince de ter batido em várias mulheres e de a ter tentado agredir.

## Vida pessoal

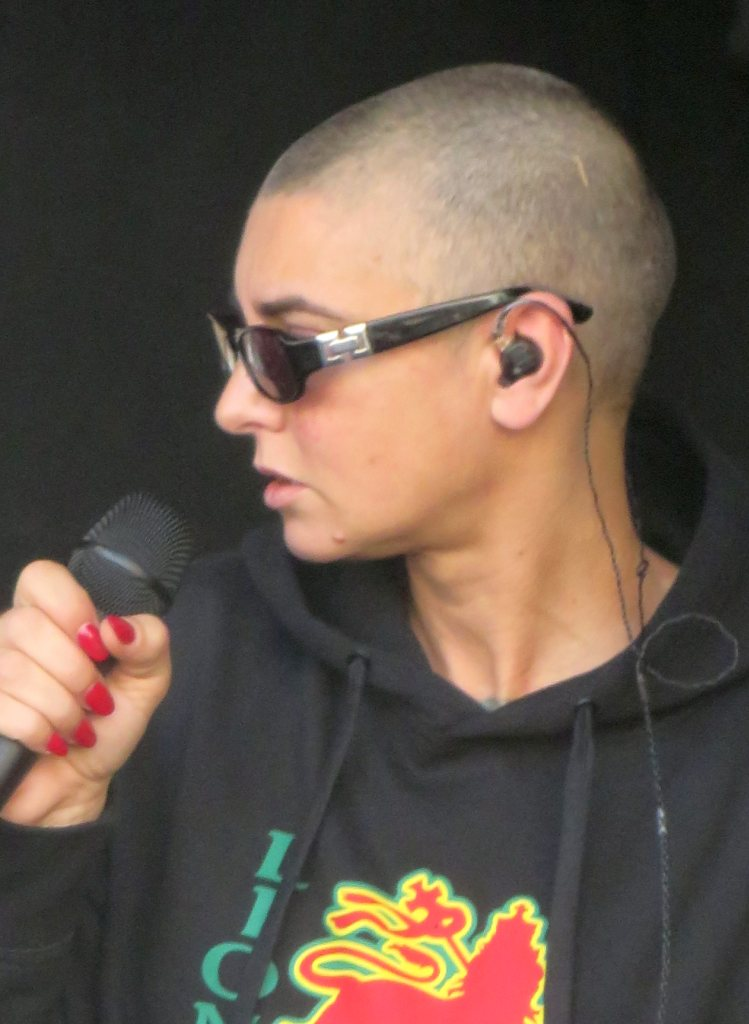
Sinéad O’Connor, 11.07.2014 in Lugano

Sinéad foi casada quatro vezes, sendo o seu primeiro marido o produtor musical e baterista John Reynolds. Teve quatro filhos, cada um de pais diferentes; três meninos e uma menina. Só um dos filhos nasceu de um dos seus casamentos.
A 8 de dezembro de 2011 se casou com Barry Herridge, passados 16 dias anunciou que se iria divorciar; Posteriormente começaram a namorar novamente e a viver em casas separadas.
O filho mais velho de Sinéad, Jake Reynolds (nascido a 16 de junho de 1987 (38 anos)) foi pai em julho de 2015.
Em 2018, O'Connor converteu-se ao islamismo.
Em janeiro de 2022 o seu filho Shane de 17 anos, fruto da relação terminada com Donal Lunny foi encontrado morto. Ele teria cometido suicídio após fugir de um hospital onde estava internado para tratar um quadro de depressão.

## Morte
O'Connor faleceu em 26 de julho de 2023, aos 56 anos de idade, em seu apartamento em Herne Hill, um distrito no sul de Londres. A polícia local a encontrou inconsciente em sua casa e afirmou que não se tratou de uma morte suspeita. Em 28 de julho, o legista em Londres disse que a data de sua morte ainda era desconhecida. 
Um ano depois, em 28 de julho de 2024, foi revelada a causa exata de sua morte. O'Connor faleceu vítima de doença pulmonar obstrutiva crônica (DPOC), agravados por uma infecção respiratória e asma brônquica.
A artista deixou aos seus três filhos, Jake, Roisin e Yeshua cerca de 2 milhões de euros.

## Discografia

### Álbuns de estúdio
- 1987 - The Lion and the Cobra
- 1990 - I Do Not Want What I Haven't Got
- 1992 - Am I Not Your Girl?
- 1994 - Universal Mother
- 2000 - Faith and Courage
- 2002 - Sean-Nós Nua
- 2005 - Throw Down Your Arms
- 2007 - Theology[28]
- 2012 - How About I Be Me (And You Be You)?
- 2014 - I'm Not Bossy, I'm the Boss

### EP
- 1997 - Gospel Oak

### Compilações
- 1997 - So Far... the Best of Sinéad O'Connor
- 2003 - She Who Dwells in the Secret Place of the Most High Shall Abide Under the Shadow of the Almighty
- 2005 - Collaborations